# Théodose le Petit
Théodose le Petit (Teodosie cel Mic), publié en 2005, est un roman de l'écrivain roumain Răzvan Rădulescu.

## Résumé
Théodose est encore trop jeune pour régner, ou même apprécier son héritage, en termes de domaines.
Ses amis lui font visiter la Vallée des Fraisignons ou Champifraises, le Golfe des Fraiseraies, le Grand Mur (qui sépare les domaines de Calliope et Samuel), fraiseraies et champignonnières.
Théodose participe au jardinage.
Les poissons du Lac Froid sont honorés de sa visite (plus que de la pêche).
Les Fourmis, vertes ou violettes, des zones de Petrila et de Filiași, s'arment pour lutter contre des tendances monarchiques, et réclament une semi-autonomie ou même leur indépendance : la Fraternité diffuse des tracts Liberté et Indépendance.
Théodose découvre la première carte de son royaume, avec la Mer Nôtre, le golfe de la Baleine, le Fleuve Salé, la Province libre des Fourmis vertes, la province semi-autonome des Fourmis violettes, le duché montagnard d'Otto, la grotte du Grand Monstrelet, et Bucarest.
Devant les dangers de guerre civile et d'agression du Duc Otto, le Silure propose d'assurer la sécurité de Théodose chez lui, dans le Lac Froid. Au grand banquet qui suit, le Silure éméché avoue tout et accepte le poste de Premier Ministre, tout en négociant avec la Fraternité...
Les six conseillers poissons prennent langue avec Gabriel et Théodose dès que leur satrape est endormi : « le gâteau d'intrigues se parachevait » (p. 165).

## Personnages
- Théodose le Petit, Prince héritier, enfant, timide, boudeur, mignon, gourmand
- Chatchien Gabriel, Tuteur Plénipotenciaire du Prince Héritier (TPPH), entêté, autoritaire, rigide, ou très souple
- Otilia la fantôme, adjuvant, souvent déguisé
- Calliope la chouette, adjuvant, dans ses domaines clos d'un Mur, avec fraiseraie, chagrine
- Samuel le minotaure, adjuvant, dans ses domaines de champignonnière, joyeux, à maison sans toit
- Olivier, Grand Silure Protecteur (GSP), opposant, se promenant avec un aquarium porté par quatre crabes, qui règne sur un peuple rassemblement de gredins bornés, irascible
- Otto, Duc d’Ottobourg, opposant, brutal, cruel, colérique, bricoleur, génie créateur
- général Marin Căciulata, Chef de l'État-Major général des Armées
- Geta, la Confiseuse
- Dinulesco, le Gêolier
- le Monstrelet, effrayant, spécialiste en noèse et en littérature jeunesse (principalement)
- et de très nombreuses fourmis, vertes ou violettes

## Inventions
- la fraise-montgolfière
- l'arbre creux - pavillon de chasse
- l'iPlan à pédalage
- les oiseaux en matière plastique
- l'écervelateur sinusoïdal
- l'éviscérateur asynchrone bucco-ano-vacuumatique
- l'hydrocône gonflable
- le guéridémon

## Accueil
Le public francophone apprécie cette fiction rocambolesque, cette « histoire folle, allègrement menée, critique, drôle, palpitante », ce « roman dans la lignée d'Orwell et La ferme des animaux, évidemment, mais plus bavard, plus barré, plus décalé, plus fantasque, qui entre de plein fouet dans l'absurde, le délire et l'humour pince-sans-rire ».
« Voici l’histoire héroïque du futur roi de Roumanie, Théodose le Petit (qui, comme son nom l’indique, est encore trop jeune pour régner) et du Chatchien Gabriel Tuteur Plénipotenciaire du Prince Héritier Théodose, Grand Intendant des domaines royaux et Commandant Sublime du ministère de la Guerre. Aidés de leurs amis : Otilia la fantôme, Calliope la chouette et Samuel le minotaure, nos deux héros vont déjouer les plans machiavéliques du Silure Protecteur et du cruel Duc d’Ottobourg qui désirent s’emparer du pouvoir ».

## Récompenses et distinctions
- Prix de littérature de l'Union européenne 2010 pour Théodose le petit

## Éditions
- Teodosie cel Mic(2005), Théodose le Petit (2015), 512 pages, éditions Zulma  (ISBN 978-2-8430-4703-9)